# Château de Ramstein
Ne doit pas être confondu avec Château du Ramstein.
Pour les articles homonymes, voir Ramstein.
Le château de Ramstein est un château fort en ruine situé sur la commune de Scherwiller, dans le Bas-Rhin. Probablement construit à la fin du XIIIe siècle par Otto IV d'Ochsenstein, le Ramstein tombe dès le début du XIVe siècle entre les mains des Habsbourg puis des comtes de Wurtemberg dans la deuxième moitié de ce siècle. Le seul siège qu’il semble avoir subi au Moyen Âge, durant la guerre de Dachstein, se termine avec son saccage par les Strasbourgeois. Après avoir été remis en état, il reste habité au moins jusque dans la première moitié du XVIe siècle, mais est définitivement abandonné après avoir été incendié par les Suédois en 1633.
Longtemps considéré comme ayant été bâti pour attaquer le château de l'Ortenbourg, le Ramstein a été présenté comme l’archétype même du château de siège dans la plupart des publications de 1898 à la fin des années 1990. Les nouvelles recherches effectuées au début du XXIe siècle ont toutefois considérablement mis à mal cette affirmation, en démontrant que son emplacement est peu adapté à un tel usage, alors que des sites plus favorables étaient disponibles.
Le principal vestige du Ramstein est son imposante tour-habitat, bien qu’il n’en subsiste que le mur nord et une partie du mur oriental. Le reste du château est assez mal conservé, mais les importants efforts de dégagement et de restauration initiés depuis le début du XXIe siècle ont permis de rendre à nouveau visible le tracé d’une grande partie de l’enceinte de la basse-cour et des murs des fausses-braies.

## Toponymie
Le nom du château est composé de deux éléments : Ram-, qui partage la même racine que Rabe, « corbeau », et -stein, « rocher, pierre ». Le Ramstein est ainsi le « rocher des corbeaux », nom que devait porter le site avant la construction du château. Le nom existe en effet déjà à l’été 1293, les Annales du couvent des Dominicains de Colmar évoquant le castrum de Ramistein.

## Localisation
Le Ramstein se trouve sur les premiers contreforts des Vosges en bordure de la plaine d’Alsace, à l’ouest de la commune de Scherwiller, dans le Bas-Rhin. Le château est établi à l’extrémité sud du Rittersberg, sur un rocher se trouvant à 390 m d’altitude et environ 200 m au sud-ouest du château de l'Ortenbourg, qui le domine. Le terrain se trouvant directement au nord-est et en contrehaut du Ramstein ne monte pas immédiatement en pente, mais forme une large terrasse relativement plane. Il s’agit ainsi du côté le plus menacé en direction duquel se concentrent les défenses ; les côtés sud et ouest sont en revanche protégés naturellement par une forte pente,.

## État des sources et de la recherche

### Sources primaires
La plus ancienne mention du Ramstein se trouve dans les Annales du couvent des Dominicains de Colmar, dans une annotation insérée entre le 23 juin et le 18 août 1293 : « Le bailli a entrepris la construction de la fortification du Ramstein près de Sélestat contre la volonté d’un grand nombre d’hommes »,.

### Historiographie
Le principal point de débat historiographique concerne le contexte de construction du château : si aucun auteur ne remet en cause une construction à la fin du XIIIe siècle, il existe en revanche un désaccord entre ceux faisant du Ramstein un château de siège bâti pour attaquer l’Ortenberg voisin et ceux plaçant son édification après le siège, dans une perspective plus classique de compétition politique. La première de ces interprétation a cependant longtemps été la seule existante. Sa formulation remonte en effet à la première étude du Ramstein, publiée par Bodo Ebhardt dans Deutsche Burgen en 1898. Ce dernier interprète la mention des Annales comme la preuve que le Ramstein a été construit pour assiéger l’Ortenberg et voit dans la terrasse située au nord l’emplacement du camp des assiégeants. L’affirmation est reprise en l’état par les auteurs postérieurs comme Felix Wolff en 1908 ou Otto Piper en 1912. Charles-Laurent Salch reprend cette thèse en 1978, mais est le premier à y apporter un argument supplémentaire : le Ramstein aurait servi de plateforme de tir pour des engins de siège et notamment une arbalète à tour. L’idée est reprise jusque dans les années 1990, notamment par Thomas Biller et Bernard Metz dans leur ouvrage Die Burgen des Elsaß de 1995.
Cette hypothèse est toutefois remise en cause à partir du début du XXIe siècle. Le coup le plus important est porté en 2005 par Olaf Wagener, qui invalide les théories de Salch et Biller en démontrant qu’une arbalète à tour installée au Ramstein n’est pas en mesure d’atteindre l’Ortenberg. Il souligne également la faiblesse de l’argumentaire de l’hypothèse du château de siège en pointant que celle-ci est basé entièrement sur une interprétation d’un passage ambigu des Annales. Enfin, il fait remarquer que le Ramstein est mal placé dans une perspective de siège, sa position ne lui permettant pas de couper les lignes d’approvisionnement de l’Ortenberg. Dans cette optique il considère qu’un assaillant expérimenté comme Otto d’Ochsenstein se serait établi au sommet de la crête, une position bien plus avantageuse. La majorité des ouvrages scientifiques postérieurs à 2008 réfutent l’hypothèse du château de siège, ou, à minima, questionnent sa réalité. Ainsi Jean-Michel Rudrauf et Georges Bischoff interrogent ainsi la possibilité de construire une structure aussi imposante en quelques mois à proximité immédiate d’un château hostile et voit plutôt dans ce castrum une fortification en bois.

Le Ramstein (gauche) et l’Ortenberg (droite). Pour Olaf Wagener, c’est sur le sommet à gauche de l’Ortenberg que le Ramstein aurait été construit s’il avait eu pour but de servir de château de siège.

## Historique

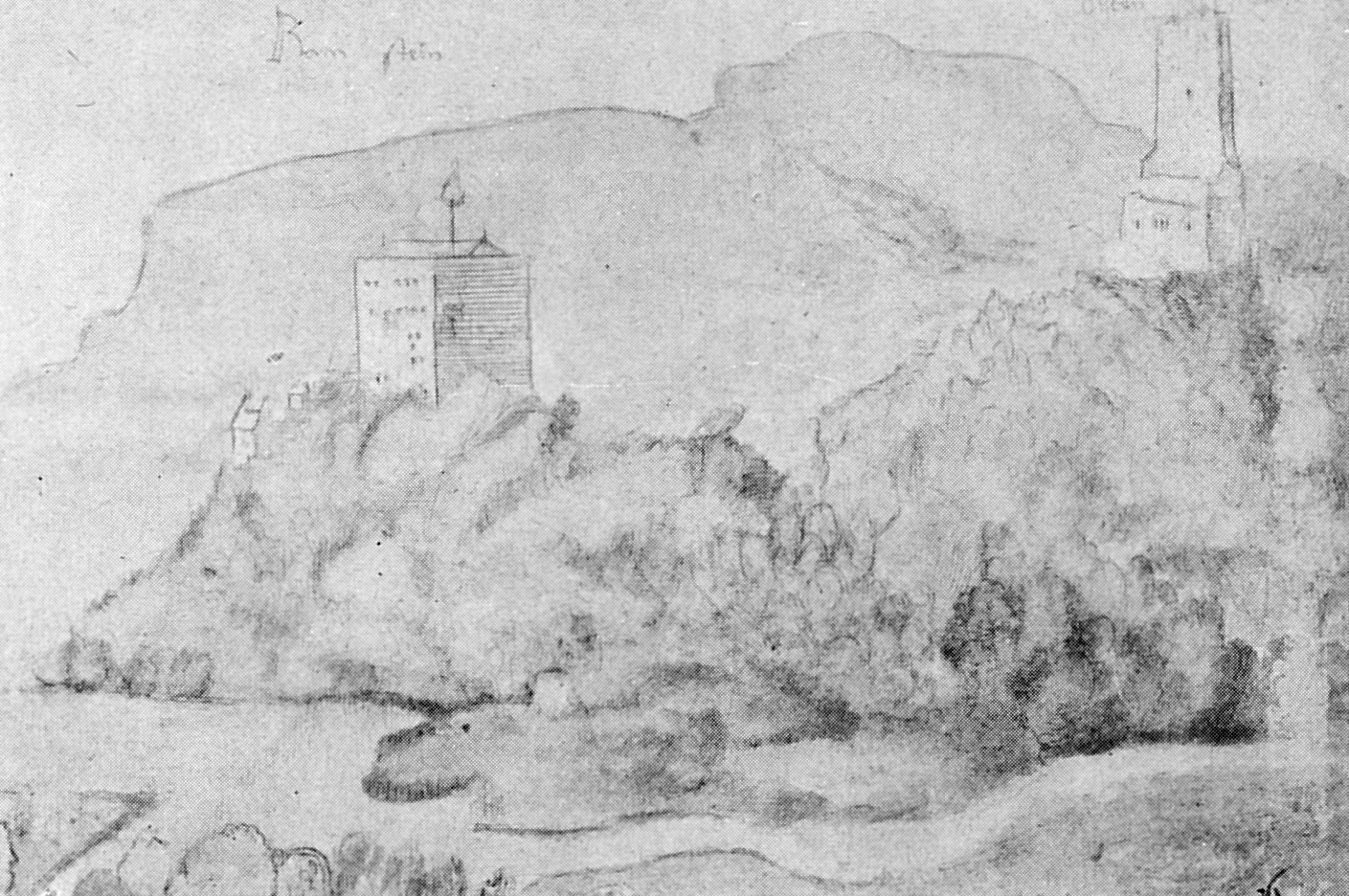
Dessin de 1514 de Hans Baldung Grien montrant le Ramstein à cette époque.

Le Ramstein est construit à la fin du XIIIe siècle par Otto IV d'Ochsenstein, landvogt d’Alsace. Cette construction peut avoir eu lieu soit directement pendant le siège que celui mène contre le château de l’Ortenberg durant l’été 1293, soit peu de temps après. Il est dans tous les cas certain que le château existe en 1303, date à laquelle il est mentionné comme étant entre les mains des Habsbourg. Ceux-ci ayant récupéré l’Ortenberg au plus tard en 1298, ils ont peut-être réussi à s’emparer en même temps du Ramstein. De son côté, Otto d’Ochsenstein ne renonce à ses droits sur le château qu’en août 1307..
Peu de temps auparavant, le 22 mai, les Habsbourg ont transmis le Ramstein ainsi que le village d’Albé à Volmar de Reichenberg en échange de sa part dans le château éponyme. Après la mort de Volmar, il semble que ses deux fils aient hérité du château, mais ne l’aient pas partagé. Les sources indiquent que l’un des fils, Hugo, en vend la moitié à Ulrich III de Wurtemberg en 1342, mais, en l’absence de partage, il ne pourrait s’agit que de la moitié des droits. Par ailleurs les Habsbourg renouvellent l’investiture à Hugo en 1357, ce qui laisse à penser que la vente s’est faite à l’insu du suzerain. La lignée des Reichenberg s’étant éteinte en 1361, les Württemberg semblent être devenus les maîtres des lieux, les Habsbourg n’apparaissant plus non plus dans les documents comme propriétaires après cette date. Vers 1388, Walther de Müllenheim le reçoit en fief du comte de Württemberg, qui lui donne par ailleurs de l’argent pour le réparer. Au cours de cette période, le château fait l’objet d’au moins deux campagnes de travaux clairement distinctes, bien que leur date de réalisation soit indéterminée. La première a pour principal effet de surélever la tour-habitat de deux étages tandis que la seconde augmente l’épaisseur du mur nord de cette même tour.

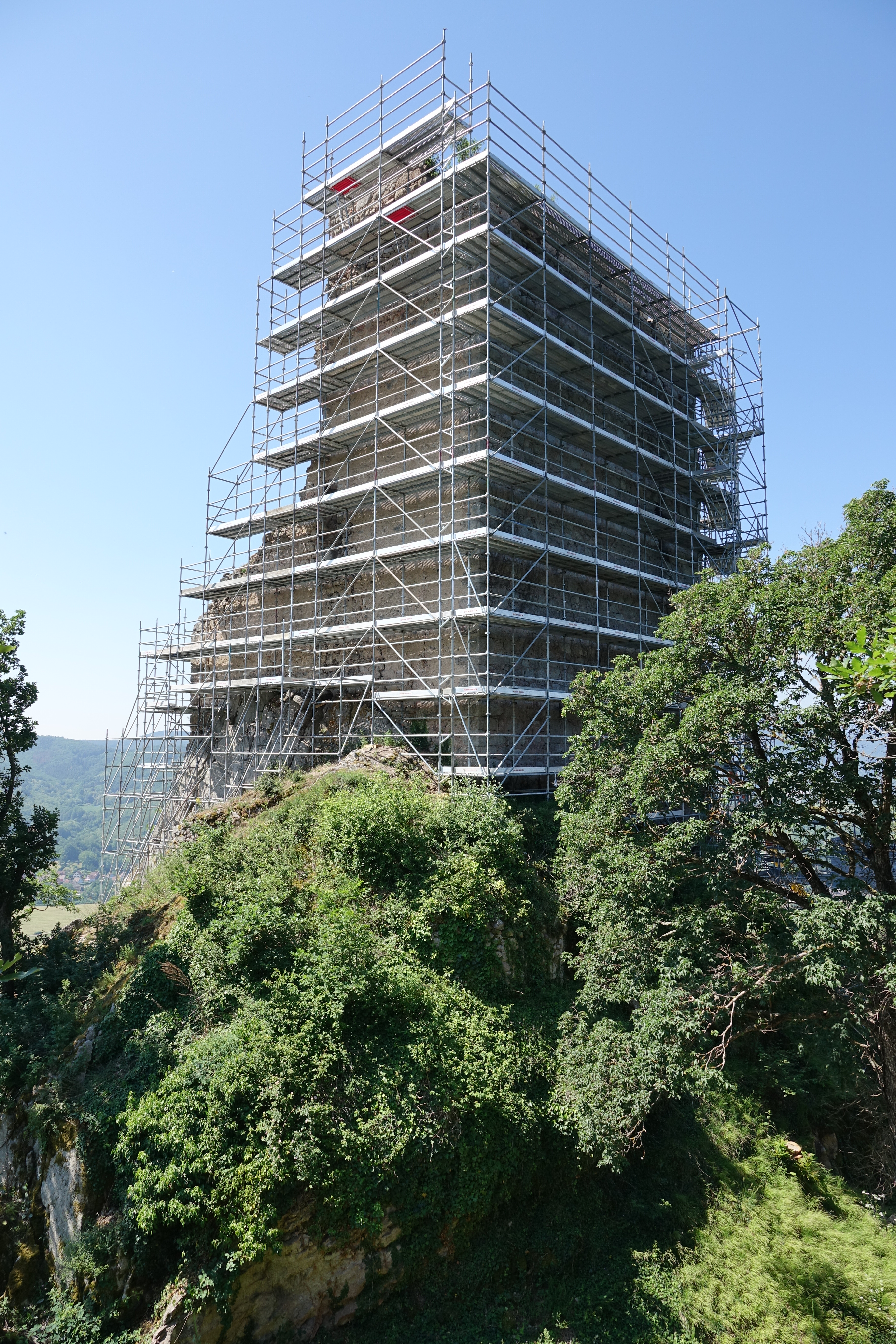
Travaux de restauration sur la tour-habitat en 2020.

En 1420, le château n’est plus occupé par les Müllenheim, mais par Rudolf Zorn de Bulach. Pendant la guerre de Dachstein, celui-ci prend parti de l’évêque Guillaume II de Diest contre les Strasbourgeois. En représailles, ces derniers s’emparent du Ramstein et le saccagent, mais il parvient à le récupérer après la fin du conflit, non sans difficultés toutefois. Il ne conserve cependant pas longtemps, car en 1437 au plus tard le comte de Württemberg a transmis le fief aux Uttenheim, qui ajoutent alors le suffixe zum Ramstein à leur nom. Le château se trouve en 1470 sur le chemin d’une armée de 4000 Bourguignons qui s’apprêtent à assiéger l’Ortenberg, où des sujets de Charles le Téméraire ont été enfermés. Prudents, les Uttenheim accueillent le 18 novembre le landvogt Pierre de Hagenbach, lui ouvrant la voie vers l’Ortenberg qui se rend trois jours plus tard. Quelques mois plus tard, le 14 juin 1471, une paix castrale est conclue entre les Uttenheim et le duc de Bourgogne, stipulant que celui-ci s’abstiendra pour les dix ans à venir de s’en prendre au château. Le château reste alors propriété des Uttenheim jusqu’en 1664. Encore habitable dans la première moitié du XVIe siècle, comme le montre une gravure de 1514 de Hans Baldung Grien, il est incendié par les Suédois le 1er avril 1633 et n’est pas reconstruit.
Philippe-Gaétan Mathieu de Faviers achète en 1810 les ruines de l’Ortenberg et du Ramstein, que son fils fait consolider avec le soutien de la Société pour la conservation des Monuments historiques d’Alsace en 1864. L'ensemble des deux châteaux fait l’objet d’un classement au titre des monuments historiques depuis juillet 1924, . Se dégradant peu à peu, les restes du château sont entretenus à partir de 2002 par des bénévoles, qui se regroupent en 2009 au sein de l’association Les Veilleurs du Ramstein.

## Description

### Disposition générale et matériaux
Le  cœur du château est une grande tour-habitat assise sur le rocher et constituant le haut-château. Une vingtaine de mètres à l’ouest et en contrebas se trouve le bas-château formant basse-cour, dont la surface est relativement réduite et qui est relié à la tour-habitat par une rampe bordée d’un long mur. Cet ensemble est intégralement entouré par des fausses-braies garnies de tours. L’accès au château se faisait à l’extrémité orientale du fossé, qui est fermée par un mur épais : un assaillant éventuel devait donc franchir cette porte, parcourir toute la longueur du fossé vers l’ouest pour arriver à la porte de la basse-cour, puis de nouveau traverser le site vers l’est pour enfin atteindre la tour-habitat.
La majeure partie du château est construite en moellons de granite prélevés directement sur place, notamment lors du creusement du fossé. Les encadrements des fenêtres, supports de cheminées et certains éléments de maçonneries des niveaux supérieurs de la tour-habitat sont toutefois réalisés en grès et sont le signe d’une construction ultérieure. Nicolas Mengus précise que les murs étaient recouvert de crépi.

### Tour-habitat
La tour-habitat est située du côté de la menace, à l’extrémité orientale du site. Construite directement sur le rocher, environ 20 m au-dessus du fossé, elle permet ainsi de tenir sous son feu un éventuel assaillant sur l’ensemble de son trajet jusqu’à la porte de la basse-cour. Polygone prenant la forme d’un quasi-rectangle de 20 m de long par 15 m de large, elle ne comptait à l’origine que quatre niveaux en élévation, mais a été surélevée de deux niveaux au XIVe siècle. Le mur nord, qui ne faisait que 1,40 m d’épaisseur contre 2,30 m pour le mur est, s’est vu en cette même occasion doter d’un placage d’environ 2 m d’épaisseur. Il n’en subsiste que le mur nord et le mur oriental, ce dernier seulement sur la moitié de son élévation et de sa longueur ; les murs ouest et sud on presque entièrement disparus, mais l’aspect du second et en partie connu par le dessin de Hans Baldung Grien de 1514.
Le niveau inférieur, à usage de cave et pourvu de trois fentes de tir dans le mur nord est presque entièrement comblé, le niveau de sol actuel correspondant approximativement au deuxième niveau. Ce dernier ouvrait sur l’extérieur par au moins deux fenêtres percées dans le mur nord et une dans le mur est. Ces trois ouvertures ont toutefois été murées à une date ultérieure, probablement lors des travaux du XIVe siècle. D’une hauteur de 5 m, le troisième niveau est identifié comme le niveau d’habitation primitif. Là encore, le chantier du XIVe siècle a conduit à l’obstruction d’une partie des ouvertures : des quatre fenêtres à coussièges qui se trouvaient sur le mur nord, seule une a été repercée à travers le placage. Le mur oriental se distingue par la présence d’une fente de tir plus large que les autres et disposée en biais, de manière à faciliter le tir vers le nord-est, qui est généralement considérée comme l’emplacement d’une arbalète à tour utilisée contre l’Ortenberg pendant le siège de 1293,. Le plancher de l’étage était supporté par quatorze poutres reposant sur des consoles insérées dans les murs nord et sud.
Les niveaux supérieurs sont un ajout du XIVe siècle, comme le montrent les différences dans la méthode de construction, qui n’utilise plus seulement du granite, mais également du grès. Le quatrième niveau est également dédié à l’habitation, avec notamment du côté nord deux fenêtres à coussièges encadrant une cheminée. Il ne subsiste presque plus rien du cinquième niveau, mais celui-ci est connu par des relevés dressés au XIXe siècle par Bodo Ebhardt : il s’agissait vraisemblablement d’un étage de combles, éclairé seulement par de petites fentes réalisées dans les murs. Il était surmonté d’une toiture à deux pans à faible pente qui ne couvrait pas l’ensemble du bâtiment : sur le pourtour se trouvait un chemin de ronde dallé ; des chenaux récupéraient l’eau de pluie ruisselant de la toiture et l’évacuaient à travers le parapet.

### Fausses-braies
Au début du XVe siècle, l’ensemble du château a été entouré de fausses-braies peu épaisses et garnies de tours circulaires et en fer à cheval ouvertes à la gorge. L’implantation de ce mur a posé des difficultés au sud et à l’ouest, où l’enceinte du château se trouve déjà au bord du rocher : il se trouve ainsi sur un étroit rebord, avec un intervalle réduit entre les deux murs. Une tour de flanquement en U coupe la courtine ouest en son milieu et une autre, plus petite, se trouve à l’angle sud-ouest. Les fausses-braies situées au pied de la tour-habitat rendant inutilisable une partie des fentes de tir de celle-ci, elles ont été renforcées par deux tours circulaires implantées respectivement à l’angle nord-est et à l’angle sud-est. Un soin particulier a également été accordé à la porte, située une dizaine de mètres en avant de la porte de la basse-cour, qui a été intégrée dans une tour en fer à cheval.

### Fossé
Le château est isolé de la crête par un fossé en forme de L, son bras long se trouvant au nord et son bras court à l’est. C’est le creusement de ce fossé d’environ 10 m de large qui a fourni l’essentiel des matériaux de construction de la première phase. Le fond de la partie du fossé située à proximité de la porte de la basse-cour a également été aménagé de manière à diriger les eaux de ruissellement vers une dépression pouvant servir d’abreuvoir. L’extrémité du bras court est quant-à elle fermée par un mur épais construit au XVe siècle, percé d’une porte encadrée de chaque côté par une fente de tir.